# Titularbistum Grass Valley
Das Bistum Grass Valley (lateinisch Dioecesis Vallispratensis) ist ein ehemaliges Bistum und heutiges  Titularbistum der römisch-katholischen Kirche.

## Bistum von 1860 bis 1886
Am 27. September 1860 wurde aus Gebieten des Erzbistums San Francisco (USA) das Apostolische Vikariat Marysville begründet, welches am 22. März 1868 zum Bistum Grass Valley erhoben wurde mit Sitz in Grass Valley, Nevada County. Es gehörte der Kirchenprovinz San Francisco an und wurde am 28. Mai 1886 aufgehoben. An seine Stelle trat, mit weiteren Gebieten der Diözese San Francisco, das Bistum Sacramento.
| Nr. | Bischof          | von  | bis  | Beschreibung | Darstellung | Wappen |
| --- | ---------------- | ---- | ---- | --- | ----------- | ------ |
| 01  | Eugene O’Connell | 1868 | 1884 | * 18. Juni 1815 in Kingscourt, (Irland), am 21. Mai 1842 zum Priester geweiht, am 26. September 1860 zum Apostolischen Vikar von Marysville USA und zum Titularbischof von Flaviopolis ernannt, konsekriert am 3. Februar 1861, am 3. Februar 1868 Bischof von Grass Valley, emeritiert 17. März 1884 und Ernennung zum Titularbischof von Ioppe, † 14. Dezember 1891 |             |        |
| 02  | Patrick Manogue  | 1884 | 1886 | * 15. März 1831 in Desart, (Irland), am 21. Dezember 1861 zum Priester geweiht, am 27. Juli 1880 zum Koadjutorbischof von Grass Valley und zum Titularbischof von Ceramus ernannt, konsekriert am 16. Januar 1881, am 29. Februar 1884 Bischof von Grass Valley, am 28. Mai 1886 Bischof von Sacramento (Kalifornien) (USA), † 27. Februar 1895                       |             |        |

## Titularbistum von Grass Valley seit 1997
| Titularbischöfe von Grass Valley |                          |                                             |               |     |
| Nr.                              | Name                     | Amt                                         | von           | bis |
| 1                                | Christie Albert Macaluso | Weihbischof in Hartford (Connecticut) (USA) | 18. März 1997 |     |